# 엘로디 토미스
엘로디 지네트 토미스(프랑스어: Élodie Ginette Thomis, 1986년 8월 13일 ~ )는 프랑스의 전직 여자 축구 선수이다. 선수 시절 포지션은 윙어, 스트라이커였다.

## 클럽 경력
프랑스 파리 북서부에 위치한 콜롱브에서 마르티니크계 부모의 딸로 태어났으며 어린 시절에는 단거리 달리기·장거리 달리기 선수로 확동했다. 13세 시절이던 1999년에 에피네쉬르센에서 축구를 시작했고 2001년에 콜롱브 페미냉에 입단했다.
2002년에는 프랑스 축구 연맹에서 운영하던 CNFE 클레르퐁텐 여자부에 합류했고 루이자 네시브, 엘리즈 부사글리아를 비롯한 동료 선수들과 함께 훈련했다. 이들은 훗날 프랑스 여자 축구 국가대표팀에서 활약하게 된다. CNFE 클레르퐁텐에서 활약하던 동안에는 51경기에 출전하여 32골을 기록했다.
2005년에 몽펠리에로 이적하면서 디비지옹 1 페미닌 무대에 데뷔했으며 몽펠리에의 쿠프 드 프랑스 페미닌 2회 우승에 기여했다. 2005-06 디비지옹 1 페미닌 시즌에서는 20경기에 출전하여 3골을 기록했는데 몽펠리에는 해당 시즌에서 준우승을 차지했다. 2005-06 UEFA 여자컵(현재의 UEFA 여자 챔피언스리그) 시즌에서는 몽펠리에의 준결승전 진출에 기여했다. 2006-07 디비지옹 1 페미닌 시즌에서는 22경기에 출전하여 15골을 기록했다.
2007년부터 2018년에 은퇴할 때까지 올랭피크 리옹 소속으로 활동했으며 올랭피크 리옹의 디비지옹 1 페미닌 9회 우승, 쿠프 드 프랑스 페미닌 6회 우승, UEFA 여자 챔피언스리그 3회 우승에 기여했다.

## 국가대표 경력
프랑스 여자 U-20 축구 국가대표팀 선수로 데뷔했으며 독일에서 개최된 2003년 UEFA U-19 여자 축구 선수권 대회에서 프랑스의 우승에 기여했다. 헝가리에서 개최된 2005년 UEFA U-19 여자 축구 선수권 대회에서 프랑스의 준우승에 기여했고 러시아에서 개최된 2006년 FIFA U-20 세계 여자 축구 선수권 대회에 참가했다.
2005년 6월 6일에 열린 이탈리아와의 UEFA 여자 유로 2005 조별 예선 경기에 처음 출전하면서 프랑스 여자 축구 국가대표팀 선수로 데뷔했고 4차례의 UEFA 유럽 여자 축구 선수권 대회(2005년, 2009년, 2013년, 2017년)에 참가했다. 독일에서 개최된 2011년 FIFA 여자 월드컵에서 프랑스의 준결승전 진출에 기여했으며 2012년 런던 하계 올림픽에서도 프랑스의 준결승전 진출에 기여했다.
캐나다에서 개최된 2015년 FIFA 여자 월드컵에서 프랑스의 8강전 진출에 기여했고 2016년 리우데자네이루 하계 올림픽에서도 프랑스의 8강전 진출에 기여했다. 2017년에 국가대표팀에서 은퇴할 때까지 141경기에 출전하여 32골을 기록했다.

## 수상

### 클럽
몽펠리에
- 쿠프 드 프랑스 페미닌 2회 우승 (2006, 2007)

올랭피크 리옹
- 디비지옹 1 페미닌 9회 우승 (2007-08, 2008-09, 2009-10, 2010-11, 2011-12, 2012-13, 2013-14, 2014-15, 2015-16)
- 쿠프 드 프랑스 페미닌 6회 우승 (2007-08, 2011-12, 2013, 2014, 2015, 2016)
- UEFA 여자 챔피언스리그 3회 우승 (2010-11, 2011-12, 2015-16)

### 국가대표
- 2003년 UEFA U-19 여자 축구 선수권 대회 우승
- 2012년 키프로스컵 우승
- 2014년 키프로스컵 우승
- 2017년 시빌리브스컵 우승